# Martin Kreyenschmidt
Martin Kreyenschmidt (* 1965 in Friesoythe) ist ein deutscher Chemiker.
Nach Studien an der Ruprecht-Karls-Universität in Heidelberg (1985–1989, 1990–1991) und der schottischen University of Edinburgh (1989–1990) arbeitete Kreyenschmidt 1991 bis 1995 am Max-Planck-Institut für Polymerforschung in Mainz in der Gruppe von Klaus Müllen. Er wurde mit einer Dissertation zum Thema Synthese und Eigenschaften kettensteifer Oligomere und Polymere mit Pyren- und 4,5,9,10-Tetrahydropyren-Untereinheiten promoviert. Danach arbeitete er in dem kalifornischen Forschungszentrum IBM Almaden Research Center in San Jose und an der Stanford University. Weiter beschäftigt war er im Kunststofflabor der BASF als Polymerchemiker. Seit 2003 ist er Professor für Instrumentelle Analytik und Kunststoff-Analytik an der Fachhochschule Münster. 2007 ist Kreyenschmidt Mitinitiator der Lohner Initiative LIFE e.v., die sich zum Ziel gesetzt hat, Projekte aus den Themenbereichen Natur, Wissenschaft und Technik in Kindergärten zu fördern. 
Kreyenschmidt ist verheiratet und hat drei Kinder.